# Вита (коммуна)
Вита (итал. Vita) — коммуна в Италии, располагается в регионе Сицилия, в провинции Трапани.
Население составляет 2237 человек (2008 г.), плотность населения составляет 252 чел./км². Занимает площадь 9 км². Почтовый индекс — 91010. Телефонный код — 0924.
Покровителями коммуны почитаются святой Вит и Пресвятая Богородица (Maria SS di Tagliavia), празднование 15 июня и в воскресение на Троицу.

## Демография
Динамика населения:

## Администрация коммуны
- Официальный сайт: https://web.archive.org/web/20070927201129/http://www.comune.sicilia.it/vita/